# Бакгейзен
Бакгейзен (нід. Bakhuizen) — село в нідерландській провінції Фрисландія. Входить до муніципалітету Фріске-Маррен.
Його площа становить 2,91 км², а населення станом на 2021 рік складало 1 045 осіб.
Перша згадка про населений пункт датується 1412 роком.